# Smartphonique
La smartphonique correspond au domaine scientifique qui détourne l'utilisation du smartphone et de ses capteurs en sciences.
Le smartphone et ses nombreux capteurs (accéléromètre, magnétomètre, capteur de pression, luxmètre, etc.) peuvent être utilisés comme un mini laboratoire scientifique mobile en utilisant notamment des applications gratuites telles que Phyphox ou Physics Toolbox suite. 
En France, après des premières utilisations du smartphone au lycée par Philippe JeanJacquot (IFE, Lyon) et Joël Chevrier (à l'Université de Grenoble) en mécanique, l'utilisation du smartphone au niveau universitaire s'est diffusée et développée notamment avec le travail d'Ulysse Delabre (Université de Bordeaux).  
De nombreuses ressources pédagogiques existent déjà pour utiliser le smartphone  en tant que laboratoire scientifique mobile à l'Université, au lycée ,, .
Le terme smartphonique est pour la première fois apparue dans le MOOC Physique des Objets du Quotidien en 2016 lors de la cinquième semaine de ce cours en ligne ouvert. Ce terme a ensuite été réutilisé ensuite dans plusieurs articles.
L'utilisation du smartphone en sciences est apparue très intéressante notamment dans la période de confinement pour continuer à réaliser des expériences scientifiques .